# Oktawiusz Marcińczak
Oktawiusz Marcińczak (ur. 2 lipca 1978 w Sosnowcu) – polski hokeista, reprezentant Polski.

## Kariera
- Podhale Nowy Targ
- SMS I Sosnowiec (1995–1997)
- Heerenveen Flyers (1998–1999)
- KTH Krynica (1999–2000)
- Podhale Nowy Targ (2000–2001)
- Zagłębie Sosnowiec (2001–2002)
- Podhale Nowy Targ (2002–2003)
- TKH Toruń (2003–2004)
- Cracovia (2004–2008)
- Zagłębie Sosnowiec (2008–2011)

Absolwent NLO SMS PZHL Sosnowiec z 1997.
Oktawiusz Marcińczak w reprezentacji Polski rozegrał 12 spotkań i strzelił 2 gole.

## Sukcesy
- Złoty medal mistrzostw Polski: 2006, 2008 z Cracovią